# Ignacio Panzariello
Juan Ignacio Panzariello Cambre (n. Montevideo, Uruguay, 8 de julio de 1990) es un futbolista uruguayo. Juega de delantero y actualmente juega en Central Español Fútbol Club de la Segunda División de Uruguay.

## Clubes
| Club                       | País      | Año           |
| -------------------------- | --------- | ------------- |
| Racing de Montevideo       | Uruguay   | 2009 - 2011   |
| Huracán (Paso de la Arena) | Uruguay   | 2011 - 2012   |
| Racing de Montevideo       | Uruguay   | 2012 - 2013   |
| Huracán (Paso de la Arena) | Uruguay   | 2013          |
| Racing de Montevideo       | Uruguay   | 2014          |
| Central Español            | Uruguay   | 2014          |
| Deportivo Carchá           | Guatemala | 2014 - 2015   |
| Canadian                   | Uruguay   | 2015 - 2017   |
| Rampla Juniors             | Uruguay   | 2017 - 2018   |
| Cienciano                  | Perú      | 2018          |
| Rampla Juniors             | Uruguay   | 2019          |
| Sud América                | Uruguay   | 2020-2022     |
| Cerrito                    | Uruguay   | 2022          |
| Juventud (Las Piedras)     | Uruguay   | 2023          |
| Central Español            | Uruguay   | 2024-presente |